# Wade-Giles
Wade-Giles, soms afgekort als Wade, is een systeem voor de romanisatie (fonetische weergave en transcriptie) van de Chinese taal, gebaseerd op het Mandarijn. Het systeem is ontwikkeld op basis van een systeem van Thomas Wade dat halverwege de negentiende eeuw is opgesteld. Samen met het Chinees-Engelse woordenboek van Herbert Giles uit 1912 ontstond het Wade-Giles-systeem.
Wade-Giles was gedurende het grootste deel van de 20e eeuw het belangrijkste systeem voor transcriptie van het Chinees in de Westerse wereld.
Het is nu grotendeels vervangen door de officiële Pinyin-transcriptie. Het wordt nog wel vaak gebruikt voor plaatsnamen en familienamen uit Taiwan.